# Bucheck Sattel
Bucheck Sattel är ett bergspass i Österrike.   Det ligger i distriktet Bruck-Mürzzuschlag och förbundslandet Steiermark, i den östra delen av landet. Bucheck Sattel ligger 1 275 meter över havet.
Närmaste större samhälle är Sankt Jakob-Breitenau, sydost om Bucheck Sattel.
I omgivningarna runt Bucheck Sattel växer i huvudsak blandskog.